# ببوتوف

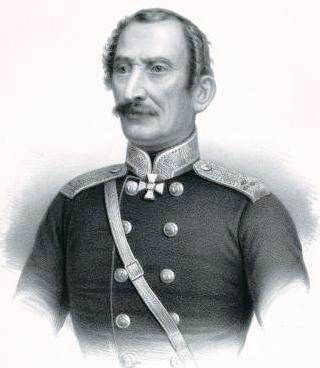
واسیلی اوسیپوویچ ببوتوف

ببوتوف (به انگلیسی: Bebutov) (به ارمنی: Բեհբության) (به گرجی: ბებუთოვი) یکی از خانواده های برجسته گرجی با اصلیت ارمنی بودند که نقش مهمی در زندگی اقتصادی و اجتماعی در شهر تفلیس در قرون هفدهم و هجدهم داشتند و آنها در قرن نوزدهم ارتش امپراتوری روسیه خدمت نمودند.

## منبع
- مشارکت‌کنندگان ویکی‌پدیا. «Bebutov». در دانشنامهٔ ویکی‌پدیای انگلیسی.